# جوان بيري
جوان بيري (بالإنجليزية: Joan Perry)‏ (و. 1911 – 1996 م) هي ممثلة، ومغنية، وعارضة، من الولايات المتحدة الأمريكية، ولدت في بينساكولا، فلوريدا، توفيت عن عمر يناهز 85 عاماً.

## وصلات خارجية
- جوان بيري على موقع IMDb (الإنجليزية)
- جوان بيري على موقع أول موفي (الإنجليزية)
- جوان بيري على موقع إن إن دي بي (الإنجليزية)
- جوان بيري على موقع قاعدة بيانات الفيلم (الإنجليزية)